# Araneus aksuensis
Araneus aksuensis este o specie de păianjeni din genul Araneus, familia Araneidae, descrisă de Yin, Xie și Bao, 1996. Conform Catalogue of Life specia Araneus aksuensis nu are subspecii cunoscute.